# Ayas Mehmed Pacha
Ayas Mehmed Pacha (1483 Delvinë-1539 Constantinople) est grand vizir de l'Empire Ottoman du temps du Sultan Soliman le Magnifique du 14 mars 1536 au 13 juillet 1539 succédant au vizir exécuté Ibrahim Pacha. Il est originaire de la région de Vlora en Albanie tandis que son père est de Shkodër. Son successeur est Çelebi Lütfi Pacha.